# Miguel Sapochnik
Miguel Sapochnik est un réalisateur et artiste de storyboard (en) britanno-américain, né le 1er juillet 1974 à Hammersmith. Il est surtout connu pour avoir réalisé Repo Men (2010) ainsi que plusieurs séries télévisées américaines, dont plusieurs épisodes marquants de Game of Thrones.

## Carrière
Sapochnik a réalisé plusieurs épisodes de séries telles Awake, Fringe, Dr House et Mind Games.
En 2000, il a réalisé le court métrage The Dreamer, qu'il a également scénarisé. Il a également dirigé le clip de la chanson Beautiful Inside de Louise Redknapp.
Il a travaillé sur les storyboard de Trainspotting (1996) et L'Invitée de l'hiver (1997),.
En 2015, Sapochnik réalise deux épisodes de la cinquième saison de Game of Thrones (Le Cadeau et Durlieu), les deux derniers épisodes de la sixième saison (La Bataille des Bâtards et Les Vents de l'hiver) et deux épisodes de la huitième et dernière saison (le troisième épisode, La Longue Nuit et Les Cloches).

## Filmographie

### Cinéma
- 2000 : The Dreamer (court métrage)
- 2010 : Repo Men
- 2021 : Finch

### Télévision
| année | titre               | saison | épisode                                    | numéro d'épisode | notes                          |
| ----- | ------------------- | ------ | ------------------------------------------ | ---------------- | ------------------------------ |
| 2011  | Dr House            | 7      | Le Héros du jour                           | 9                |                                |
| 2011  | Dr House            | 7      | Médecin de famille                         | 11               |                                |
| 2011  | Dr House            | 7      | Opérations maison                          | 22               |                                |
| 2011  | Fringe              | 4      | Alone in the World                         | 3                |                                |
| 2011  | Dr House            | 8      | Remuer la poussière                        | 7                |                                |
| 2012  | Dr House            | 8      | Gut Check (en)                             | 16               |                                |
| 2012  | Dr House            | 8      | Holding On                                 | 21               |                                |
| 2012  | Awake               | 1      | Turtles All the Way Down (en)              | 13               |                                |
| 2012  | Falling Skies       | 2      | Young Bloods                               | 4                |                                |
| 2012  | Fringe              | 5      | Transilience Thought Unifier Model-11 (en) | 1                | co-réalisé avec Jeannot Szwarc |
| 2013  | Under the Dome      | 1      | Imperfect Circles (en)                     | 7                |                                |
| 2013  | Revolution          | 1      | Ghosts                                     | 12               |                                |
| 2013  | Banshee             | 1      | Always the Cowboy                          | 9                |                                |
| 2013  | Banshee             | 1      | A Mixture of Madness                       | 10               |                                |
| 2014  | Mind Games          | 1      | Pilot                                      | 1                |                                |
| 2014  | Extant              | 1      | Ascension                                  | 13               |                                |
| 2015  | Game of Thrones     | 5      | Le Cadeau                                  | 7                |                                |
| 2015  | Game of Thrones     | 5      | Durlieu                                    | 8                |                                |
| 2015  | Masters of Sex      | 3      | The Excitement of Release                  | 3                |                                |
| 2015  | True Detective      | 2      | Church in Ruins                            | 6                |                                |
| 2016  | Game of Thrones     | 6      | La Bataille des Bâtards                    | 9                | [ 6 ]                          |
| 2016  | Game of Thrones     | 6      | Les Vents de l'hiver                       | 10               | [ 6 ]                          |
| 2019  | Game of Thrones     | 8      | La Longue Nuit                             | 3                |                                |
| 2019  | Game of Thrones     | 8      | Les Cloches                                | 5                |                                |
| 2022  | House of the Dragon | 1      | Les Héritiers du dragon                    | 1                |                                |
| 2022  | House of the Dragon | 1      | La Princesse et la reine                   | 6                |                                |
| 2022  | House of the Dragon | 1      | Driftmark                                  | 7                |                                |